# Arcegno

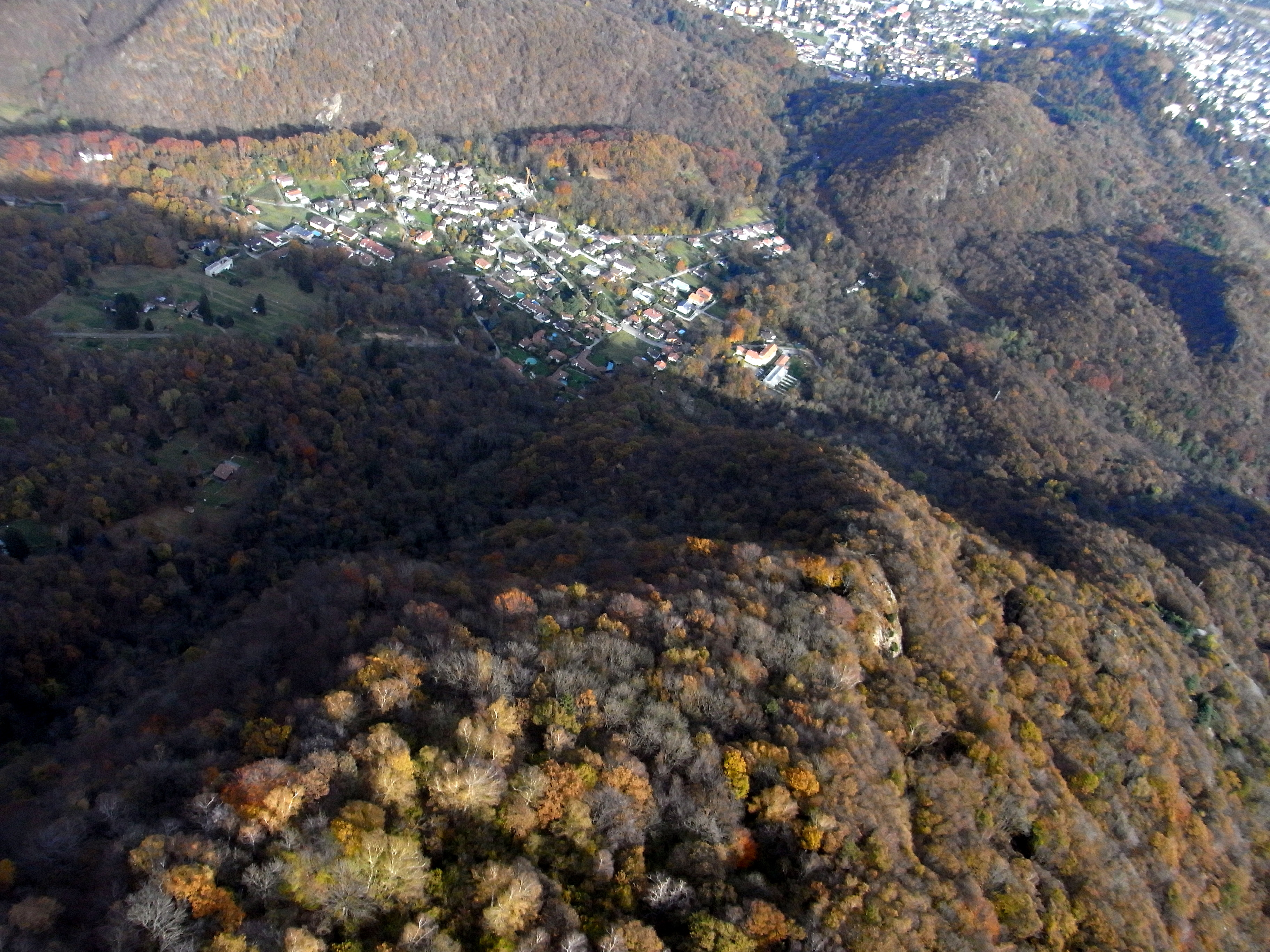
Arcegno mit Losone im Hintergrund

Arcegno ist eine Fraktion der politischen Gemeinde Losone, Kanton Tessin.

## Geographie
Das Dorf liegt rund drei Kilometer westlich von Losone auf einem gerodeten Plateau, in einer Waldlichtung, nahe der Gemeindegrenze von Ascona. Die kurvenreiche Kantonsstrasse (ital. Via Cantonale) überwindet die Höhendifferenz von 150 Metern vom Zentrum von Losone bis zur Kirche in Arcegno. Sie führt danach südlich und flacher weiter durch ein Neubauquartier, Wald und das Naturschutzgebiet oberhalb des Monte Verità in Richtung Ronco sopra Ascona, wo sich der Blick bereits vor Ronco auf den Lago Maggiore öffnet. Eine weitere, jedoch schmale und eingeschränkt befahrbare Strasse, der Polenweg, führt nordwärts Richtung Golino, auf der westlichen Seite liegt nach einem halben Kilometer das Campo Pestalozzi. 

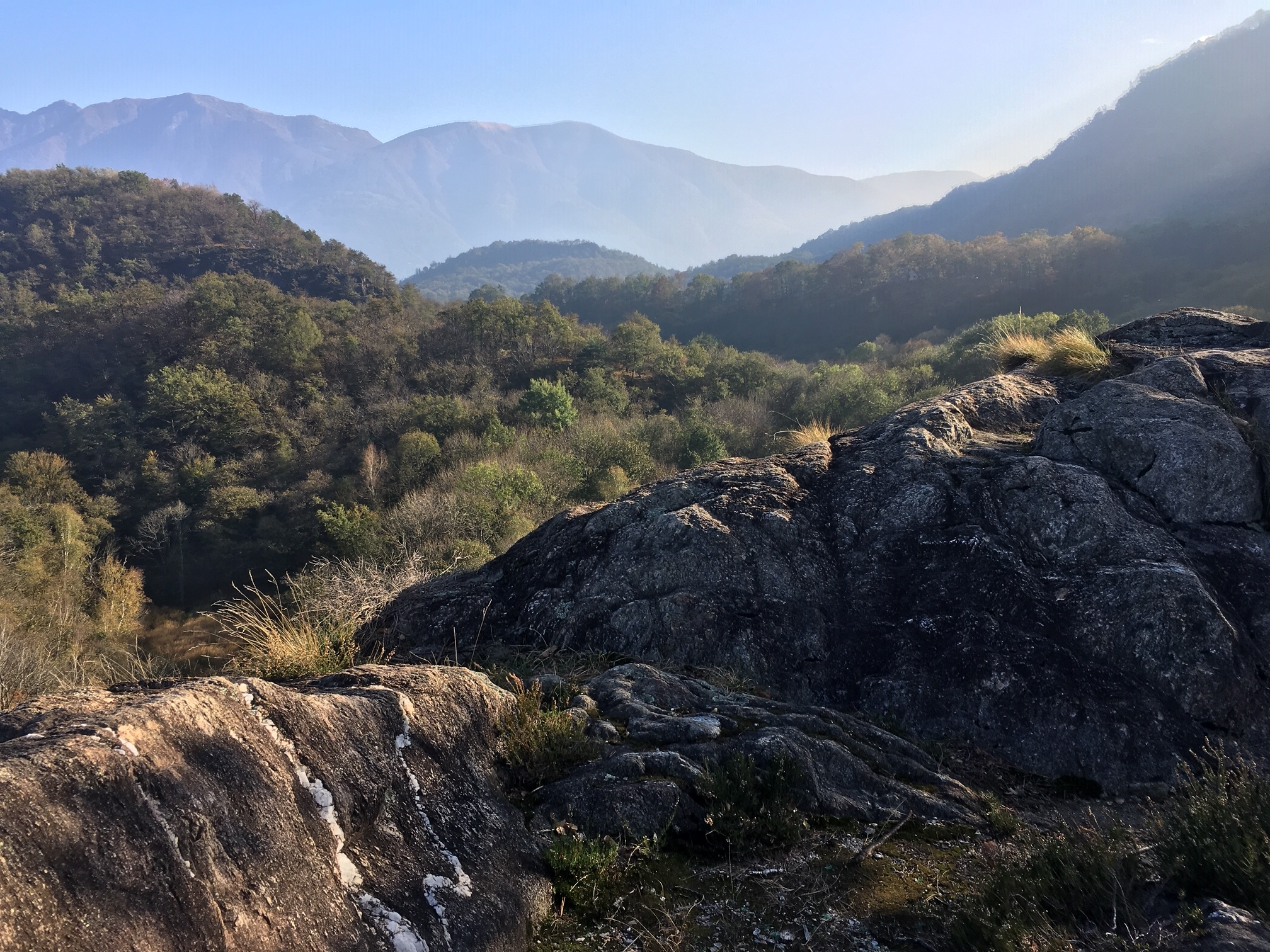
Barbescio im Naturpark Collina di Maia

Im ursprünglich landwirtschaftlich geprägten Dorf gibt es einen kleinen Kern mit mittelalterlichen Wohnhäusern, die katholische Kirche Sant’Antonio Abate und einen Friedhof. Nach dem Zweiten Weltkrieg ist südlich davon ein Neubauquartier mit mehrheitlich Einfamilienhäusern entstanden. Gleichzeitig ist durch den Rückgang der Landwirtschaft der Wald ganz nah an das Dorf vorgerückt.
Arcegno ist ein Ausgangs- und Durchgangsort von Wanderungen im westlichen Locarnese. Ein weitverzweigtes Wanderwegnetz durch Kastanien- und Buchenwälder im Val Brima, Val Riò, Monti di Losone, Val da Chècc, Busbera und Barbescio, durch die Naturschutzgebiete Collina di Maia und Gratena sowie auf den Aussichtspunkt Balladrüm bietet sich unmittelbar an.

Arcegno, Luftbild von Werner Friedli (Fotograf) (1953)

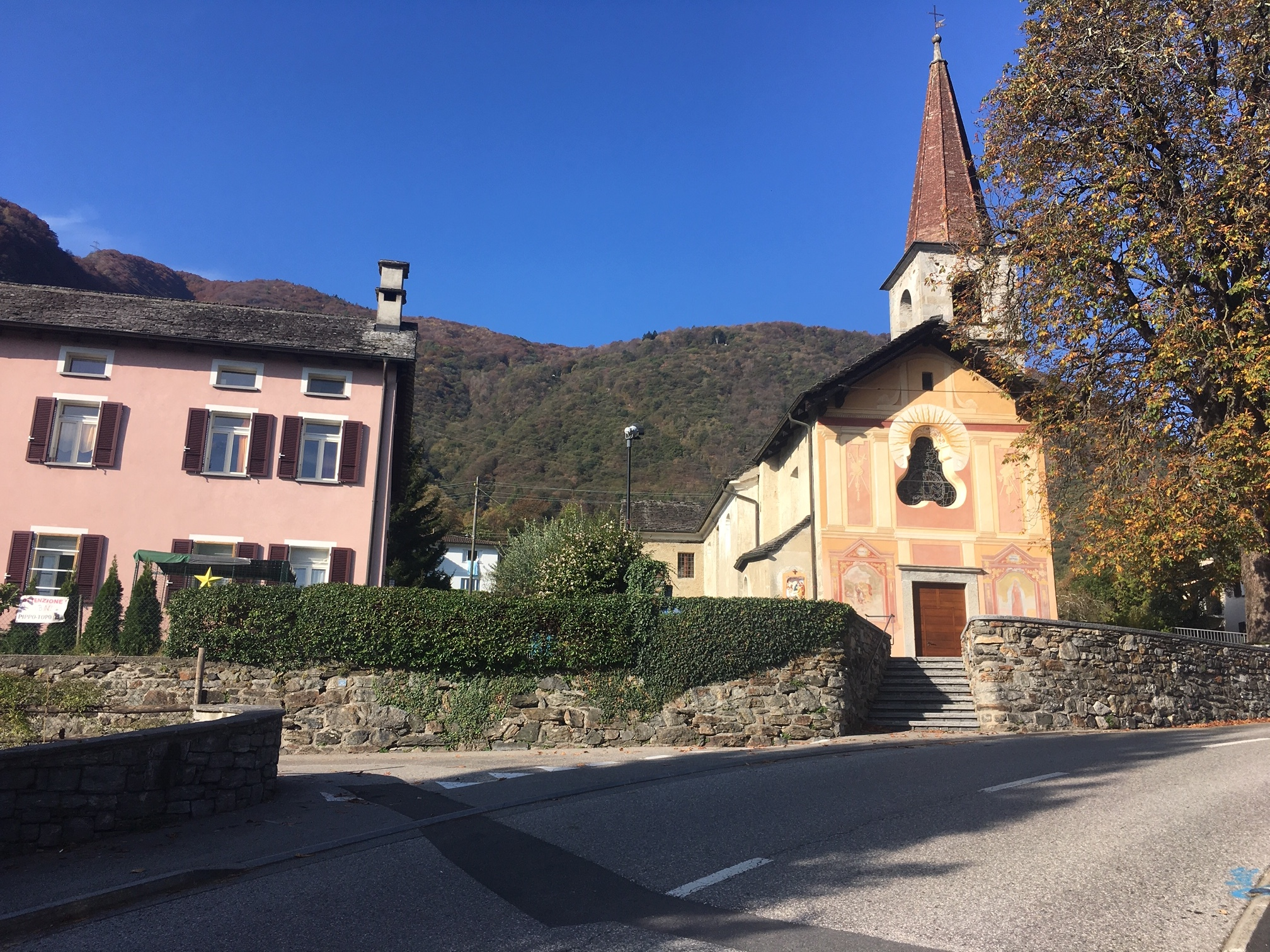
Kirche Sant’Antonio Abate

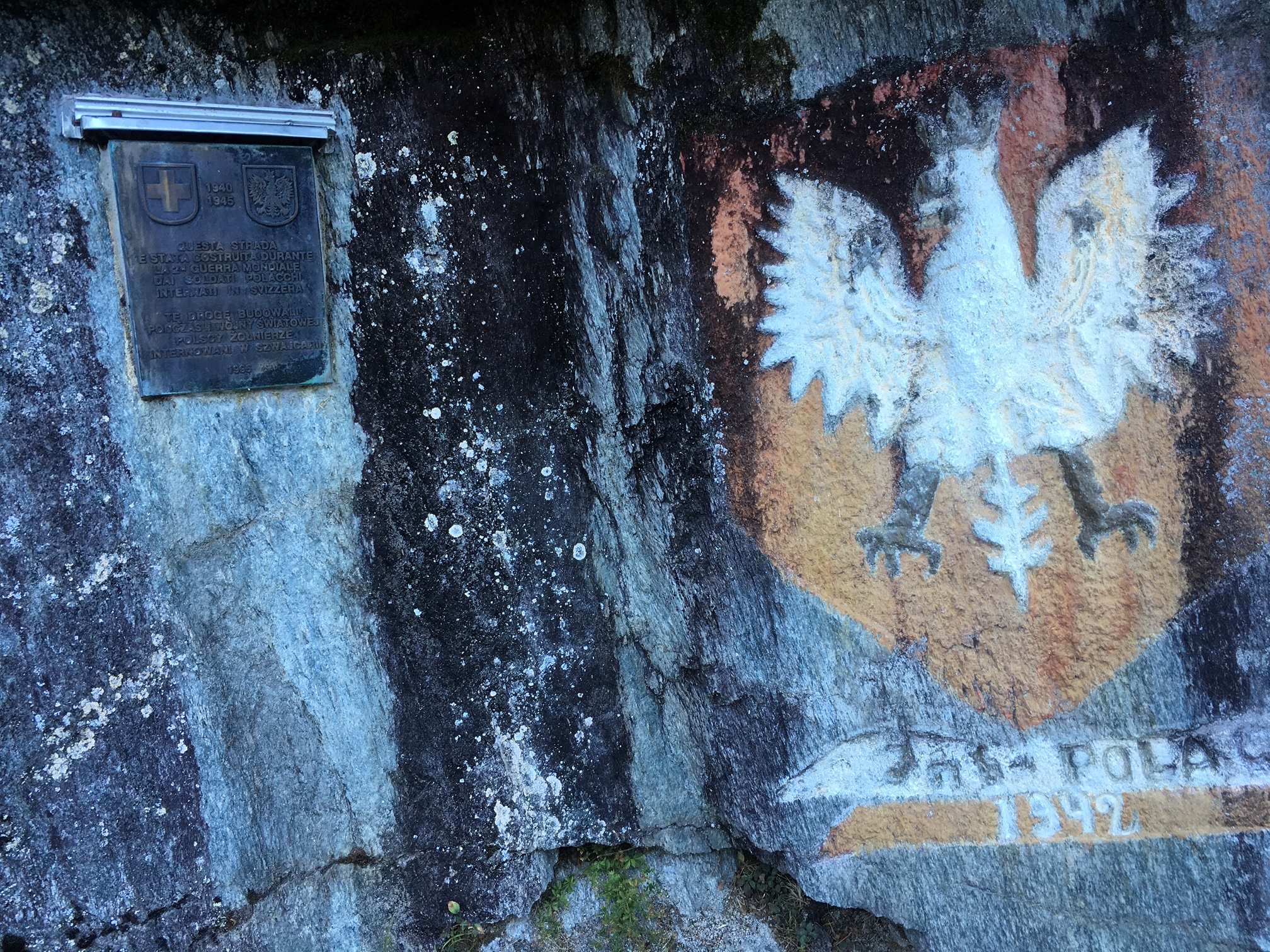
Erinnerungstafel und Wappen am Polenweg

## Geschichte
Die Torflager von Arcegno, die Felsunterstände von Quarigo und die Felszeichnungen auf Speckstein und Gneis scheinen zu bestätigen, dass die Gegend seit der Jungsteinzeit besiedelt ist. 
Bereits im Mittelalter gehörte der Weiler Arcegno zu Losone. Die Einwohner hatten den Adligen von Locarno den Zehnten auf Reben und Getreide zu entrichten. 1347 bis 1357 wurde die Kirche Sant’Antonio Abate erbaut. Diese wurde im 15. Jahrhundert erweitert, 1560 bis 1565 wurde der Kirchturm gebaut, und später kamen ein neuer Chor und neue Kirchenfenster dazu. Sie gilt heute als historisch bedeutsames Gebäude.
Aus dem Dorf wanderten viele Leute nach Italien aus. 1832 stiftete die «Compagnia di Roma», die 1815 von diesen Ausgewanderten gegründet worden war, wie üblich bei diesen Gesellschaften zur Verschönerung der Kirche die grosse Glocke, liess die Kruzifixkapelle ausschmücken und stiftete die Stationen an der zur Kirche führenden Strasse. Die «Compagnia di Firenze» schenkte ihr ein Bild der Jungfrau, das hinter dem Hauptaltar aufgehängt ist.
1929 wurde auf Initiative des Luzerner Pfarrers Julius Kaiser und mithilfe Jugendlicher das «Campo Enrico Pestalozzi» gegründet und aufgebaut. 1941 bis 1947 waren im Ortsteil Losone-Arbigo polnische und ukrainische Soldaten interniert, die 1941 bis 1945 den «Polenweg» von Arcegno nach Golino in teilweise steiles und felsiges Gelände errichtet hatten. Ein in den Fels eingelassenes polnisches Wappen erinnert an die Leistung der Internierten während des Zweiten Weltkriegs. Die Zeit nach dem Zweiten Weltkrieg war geprägt vom Rückgang der Landwirtschaft und des damit verbundenen Handwerks, dem Vordringen des Waldes und dem Bau neuer Häuser sowohl für Wohn- als auch für Ferienzwecke.

## Bevölkerung
| Bevölkerungsentwicklung | Bevölkerungsentwicklung | Bevölkerungsentwicklung | Bevölkerungsentwicklung |
| ----------------------- | ----------------------- | ----------------------- | ----------------------- |
| Jahr                    | 1591                    | 1902                    | 1910                    |
| Einwohner               | circa 200               | 77                      | 92                      |

## Verkehr
Arcegno ist mit der Buslinie Nummer 314 der Ferrovie autolinee regionali ticinesi (FART) öffentlich erschlossen. Dieser Bus fährt vom Bahnhof Locarno über Losone und Arcegno nach Ronco sopra Ascona und den gleichen Weg wieder zurück.

## Campo Enrico Pestalozzi
1929 wurde auf Initiative des Luzerner Pfarrers Julius Kaiser und mit Hilfe Jugendlicher das Campo Enrico Pestalozzi gegründet und aufgebaut. Es ist ein Feriendörfchen und Aufenthaltsort für Ferien-, Klassen-, Konfirmanden-, Lehrlings- und Sportlager sowie für Schulreisen und Erwachsenengruppen geworden, das mehrheitlich von Deutschschweizern im Sommerhalbjahr frequentiert wird. Auf einer Fläche von rund 35'000 m² bietet das Campo in zehn einfachen, zweckmässigen Pavillonbauten Platz für über 300 Personen; diese Bauten sind von Kastanienbäumen umgeben.

## Sehenswürdigkeiten

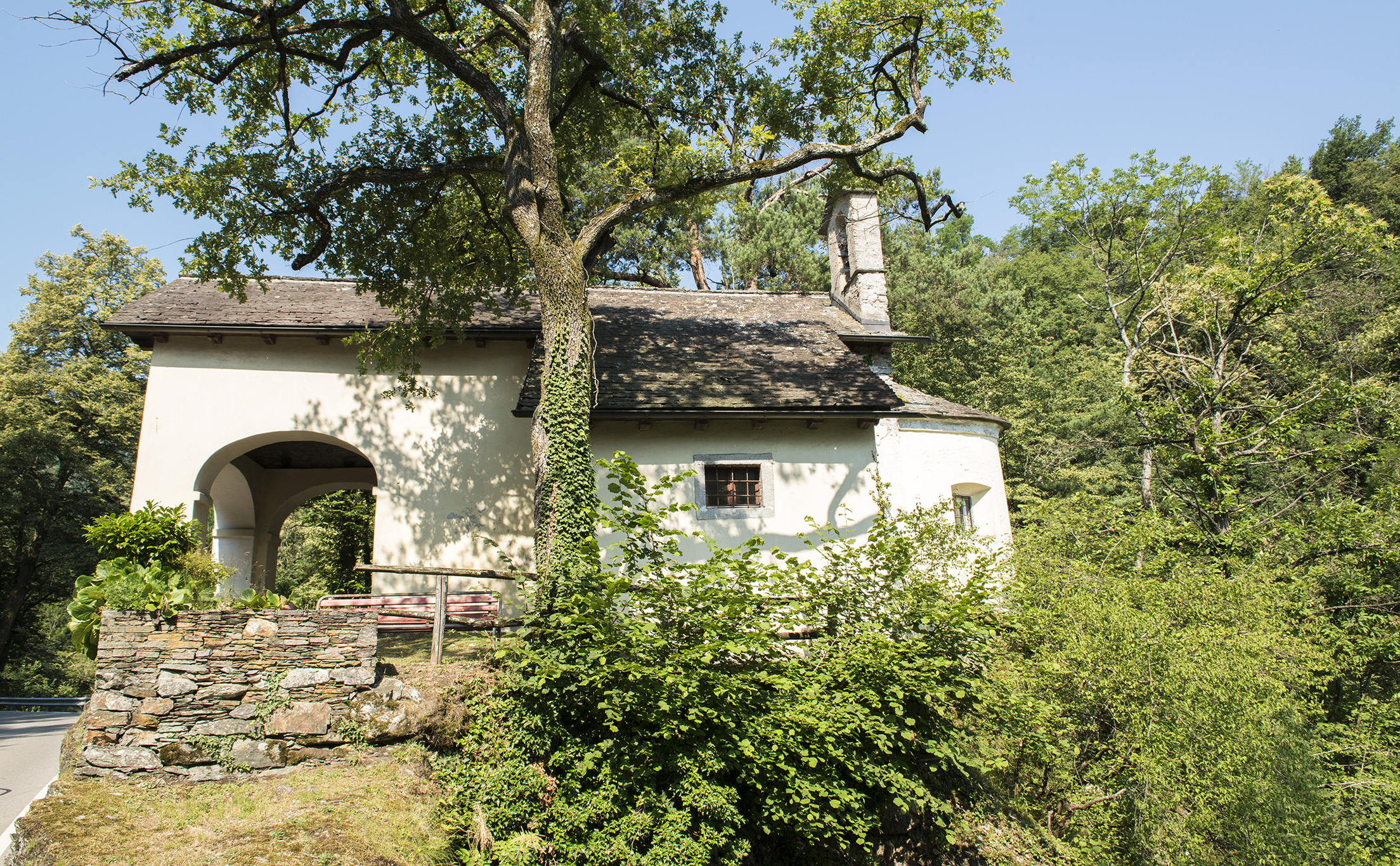
Oratorium Madonna della Valle

- Kirche Sant’Antonio Abate. Die gegenwärtige Kirche stammt aus dem 17. Jahrhundert; sie ersetzte eine dem heiligen Antonius geweihte Kapelle, die zwischen 1347 und 1357 gebaut worden war.[9]
- Oratorium Madonna della Valle (17. Jahrhundert)[9]
- Wohnhaus Pinoja-Lutz, in Via ai Grotti, Architekten Franco und Paolo Moro (1994)[9]
- Wohnhaus Casa Righetti, in Via Loco, Architekt Michele Arnaboldi (1991).[9]
- Verschiedene Schalensteine im Ortsteil Busbera (550 m ü. M.), il Sasso magnetico (500 m ü. M.), il masso di Bedrüsc[10]

## Persönlichkeiten
- Gustav Gräser (1879–1958), Philosoph, Schriftsteller, Dichter, Künstler
- Jakob Flach (1894–1982), Schriftsteller, Puppenspieler und Maler
- Paul Kaiser (1905–1978), Pfarrer zu Sankt Theodor in Basel, Mitbegründer des Jugendferienlagers Campo Enrico Pestalozzi.